# Didan-e Sofla
Didan-e Sofla (perski: ديدان سفلي) – wieś w Iranie, w ostanie Azerbejdżan Zachodni. W 2006 roku  liczyła 680 mieszkańców w 165 rodzinach.